# استان سنترو سور
استان سنترو سور (به لاتین: Centro Sur Province) یک استان در گینه استوایی است. استان سنترو سور ۹٬۹۳۱ کیلومتر مربع مساحت و ۱۴۱٬۹۰۳ نفر جمعیت دارد.